# Ernst Wetzel (SA-Mitglied)
Ernst Alfred Walter Wetzel (* 15. Februar 1891 in Schöneberg bei Berlin; † 10. September 1966 in Klein Süstedt bei Uelzen) war ein deutscher paramilitärischer Aktivist und SA-Führer. Er wurde vor allem bekannt als Kommandeur der Berliner SA von 1929 bis 1931 sowie aufgrund seiner Rolle als der während der Stennes-Revolte vom April 1931 von der gegen die Parteileitung der NSDAP revoltierenden Berliner SA ausgerufene „Gegen“-Gauleiter von Berlin (anstelle des von der SA für abgesetzt erklärten Joseph Goebbels).

## Leben und Tätigkeit

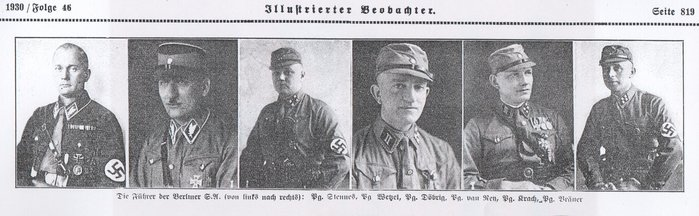
Porträts der Führer der SA in Berlin. Wetzel (zweiter von links).

Wetzel war ein Sohn des Arbeiters Karl Friedrich Wilhelm Wetzel und seine Ehefrau Augusta Wilhelmina, geb. Böhlke. Wetzel nahm von 1914 bis 1918 am Ersten Weltkrieg teil. Von März 1917 bis Januar 1918 war er als Leutnant der Reserve Abteilungsführer und später Offizier zur besonderen Verwendung (Adjutant) bei der Fliegerabteilung A 213.
1924 begann Wetzel sich in dem Wehrverband Frontbann zu betätigen, einer Ersatzorganisation für die nach dem Hitlerputsch vom November 1923 verbotene Sturmabteilung (SA). Im März 1925 wurde er von Paul Röhrbein dem Führer des Frontbanns Nord, der für Berlin und Brandenburg zuständigen Sektion des Frontbanns zum Leiter des Frontbanns in Groß-Berlin und Brandenburg ernannt. In dieser Stellung unterstanden Wetzel etwa 5.000 Frontbann-Mitglieder in diesen Gebieten, die in drei Gauen, die von Kurt Daluege, Waldemar Geyer und Ludwig Dargel geführt wurden, aufgegliedert waren.
1926 ging der Frontbann Nord in der neuaufgestellten SA auf. Wetzel wurde jedoch erst zum 1. Juli 1928 Mitglied der SA und der 1925 neugegründeten NSDAP (Mitgliedsnummer 92.716).
Am 20. September 1928 wurde Wetzel Führer einer Berliner SA-Formation. Im August/September 1929 wurde Wetzel als Nachfolger von Walter Jahn Gausturmführer von Berlin, d. h. Befehlshaber der Berliner SA, im Rang eines SA-Oberführers. In dieser Stellung unterstand der dem OSAF-Stellvertreter Ost, Walther Stennes, dem seit 1928 die Führung der gesamten SA östlich der Elbe oblag.

### Involvierung in die Stennes-Revolte (1931)
Wetzel behielt die Führung der Berliner SA bis zur sogenannten Stennes-Revolte vom April 1931 bei. Bei dieser handelte es sich um einen Aufstand von Teilen der Berliner SA gegen die Führung der NSDAP um Adolf Hitler in München, der sich aus der Ablehnung der politischen Strategie der Parteiführung ergab: Während Hitler und sein Umfeld eine Eroberung der politischen Macht auf legalem Wege – durch die Erringung von Wahlsiegen und die verfassungsmäßige Übertragung der Regierungsführung durch den Reichspräsidenten aufgrund des parlamentarischen Gewichtes der Partei – beabsichtigten, forderte die Berliner SA um Stennes und Wetzel, dass die Partei und die SA den Legalitätskurs aufgeben sollten und stattdessen die Macht im Staat auf revolutionärem Wege durch einen gewaltsamen Putsch übernehmen sollten.
Auslöser der Stennes-Revolte war die Weigerung Stennes’ einen Befehl des SA-Stabschefs Röhm, seinen Posten in Berlin zu räumen und stattdessen in die Oberste SA-Führung in München zu wechseln, Folge zu leisten: Anstatt zu gehorchen wagte Stennes, unterstützt von Wetzel und einigen Getreuen, wie Joseph Veltjens, den offenen Aufstand gegen die Parteiführung, indem sie mit Hilfe einiger hundert hinter ihnen stehender SA-Angehöriger die Kontrolle über die NS-Bewegung in Berlin an sich zu reißen versuchten: Wetzel ließ die Berliner Gauleitung von SA-Angehörigen besetzen und übernahm zugleich die Kontrolle über die Redaktion der Berliner Parteizeitung der NSDAP Der Angriff. Stennes erklärte Goebbels als Gauleiter für abgesetzt und rief Wetzel als seinen Nachfolger zum neuen Gauleiter von Berlin aus. Einige Tage lang schien es so als stünde eine Spaltung der Partei bevor. Im Laufe des Monats April gelang es dann aber dem von Hitler als Sonderkommissar zur Niederschlagung der Stennes-Revolte eingesetzten Oberleutnant a. D. Paul Schulz die Erhebung mit Hilfe Hitler-treuer SA- und vor allem SS-Angehöriger zu unterdrücken. Der Großteil der Berliner SA wahrte schließlich der Parteiführung die Treue.
Wetzel wurde wie Stennes und etwa 500 weitere SA-Angehörige auf Anordnung Hitlers am 2. April 1931 gemäß Artikel 4b der NSDAP-Satzung von 1925 aus der NSDAP ausgeschlossen. Kommissarischer Nachfolger Wetzels als Berliner Gausturmführer wurde Edmund Heines.

### Weiteres Leben
Von 1931 bis 1933 gehörte Wetzel der sezessionistischen Gruppe Revolutionärer Nationalsozialisten an.
Nach dem Machtantritt der Nationalsozialisten 1933 bemühte Wetzel sich ab Herbst 1933 um Wiederaufnahme in die NSDAP und SA: Auf Entscheidung des Berliner SA-Chefs Karl Ernst hin wurde Wetzel zum 1. Februar 1934 erneut in die SA aufgenommen und zum 1. April 1934 zum Obersturmführer befördert.
Durch Befehl vom 14. Juni 1934 wurde Wetzel zum Referenten für technisches Ausbildungswesen bei der SA-Obergruppe III ernannt.
Nach den Ereignissen der Röhm-Affäre vom Sommer 1934 wurde ein SA-Gerichtsverfahren gegen Wetzel eingeleitet. Das SA-Sondergericht der SA-Gruppe Berlin-Brandenburg entschied am 2. August 1934 bei der Obersten SA-Führung zu beantragen, die Wiederaufnahme Wetzels in die SA und seine Beförderung zum SA-Obersturmführer für nichtig zu erklären: Das Sondergericht bei der Obsteren SA-Führung entschied daraufhin mit Beschluss vom 29. August 1934, der vom Stabschef der SA Viktor Lutze bestätigt wurde, dass Wetzel durch ein Versäumnis Ernsts wieder in die SA aufgenommen worden sei, da Wiederaufnahme und Beförderung Wetzels unzulässig gewesen seien, und dass er daher wieder aus dieser zu entfernen sei, jedoch nicht durch Ausschluss oder Entlassung, sondern, durch die Erklärung der Nichtigkeit seiner Wiedereinstellung in die SA und des ihm verliehenen Dienstgrades.
Während des Zweiten Weltkriegs war Wetzel als IA beim General des Transportwesens-Ost tätig.

## Familie
Wetzel heiratete am 9. Oktober 1920 Minna Anna Lücke (* 3. Dezember 1899), mit der zwei Kinder hatte.

## Nachlass
Im Bundesarchiv haben sich Personalunterlagen zu Wetzel erhalten: Namentlich befinden sich im Bestand des ehemaligen Berlin Document Center eine Akte mit Parteikorrespondenz zu Wetzel (PK-Mikrofilm T 56, Bilder 771–782), eine Akte des Obersten Parteigerichts (OPG-Mikrofilm, Bilder 307 bis 326), eine SA-Personalakte (SA-Mikrofilm 319-B, Bilder 1107–1108) und eine SA-Gerichtsakte (SA-P-Mikrofilm D 288, Bilder 479–536).